# Elatostema laevissimum
Elatostema laevissimum es una especie de planta del género Elatostema, perteneciente a la familia Urticaceae.

## Taxonomía
Elatostema laevissimum fue descrita por Wen Tsai Wang en 1980.

## Distribución
Se encuentra en el territorio sudeste del Tíbet hasta Hainan.